# Dallas Mavericks 1987-1988
La stagione 1987-1988 dei Dallas Mavericks fu l'8ª nella NBA per la franchigia.
I Dallas Mavericks arrivarono secondi nella Midwest Division della Western Conference con un record di 53-29. Nei play-off vinsero il primo turno con gli Houston Rockets (3-1), la semifinale di conference con i Denver Nuggets (4-2), perdendo poi la finale di conference con i Los Angeles Lakers (4-3).

## Risultati
| Squadra           | V  | P  | %    | GB |
| ----------------- | -- | -- | ---- | -- |
| Denver Nuggets    | 54 | 28 | 65,9 | -  |
| Dallas Mavericks  | 53 | 29 | 64,6 | 1  |
| Utah Jazz         | 47 | 35 | 57,3 | 7  |
| Houston Rockets   | 46 | 36 | 56,1 | 8  |
| San Antonio Spurs | 31 | 51 | 37,8 | 23 |
| Sacramento Kings  | 24 | 58 | 29,3 | 30 |

## Roster
| N° | Naz.                      | Ruolo | Sportivo         | Anno | Alt. | Peso |
| -- | ------------------------- | ----- | ---------------- | ---- | ---- | ---- |
| 2  | Stati Uniti (bandiera)    | G     | Steve Alford     | 1964 | 188  | 83   |
| 12 | Stati Uniti (bandiera)    | G     | Derek Harper     | 1961 | 193  | 84   |
| 15 | Stati Uniti (bandiera)    | G     | Brad Davis       | 1955 | 191  | 82   |
| 20 | Stati Uniti (bandiera)    | G     | Jim Farmer       | 1964 | 193  | 86   |
| 22 | Stati Uniti (bandiera)    | G     | Rolando Blackman | 1959 | 198  | 86   |
| 23 | Canada (bandiera)         | C     | Bill Wennington  | 1963 | 213  | 111  |
| 24 | Stati Uniti (bandiera)    | GA    | Mark Aguirre     | 1959 | 198  | 105  |
| 32 | Germania Ovest (bandiera) | A     | Detlef Schrempf  | 1963 | 206  | 97   |
| 33 | Germania Ovest (bandiera) | C     | Uwe Blab         | 1962 | 216  | 114  |
| 40 | Stati Uniti (bandiera)    | C     | James Donaldson  | 1957 | 218  | 125  |
| 42 | Stati Uniti (bandiera)    | AC    | Roy Tarpley      | 1964 | 211  | 107  |
| 44 | Stati Uniti (bandiera)    | AC    | Sam Perkins      | 1961 | 206  | 107  |

## Staff tecnico
- Allenatore: John MacLeod
- Vice-allenatori: Richie Adubato, Gar Heard, Clifford Ray
- Preparatore atletico: Doug Atkinson